# Пролет
Пролетта е един от четирите сезона в умерения пояс, заедно с лятото, есента и зимата. Астрономически пролетта започва с пролетното равноденствие (около 20/21 март в северното полукълбо и 22/23 септември в южното) и свършва с лятното слънцестоене (около 20/21 юни в северното и 21/22 декември в южното полукълбо). За начало на пролетта се счита моментът, в който еклиптиката (траекторията на видимото движение на Слънцето по небесната сфера, с червена линия на фигурата по-долу) пресича равнината на екватора в пролетната равноденствена точка. За северното полукълбо тогава Слънцето преминава от южната в северната небесна полусфера и ъгълът на деклинация δ = 0° (на фигурата по-долу е отбелязан с ε) и се променя от отрицателен в положителен. Всяка година този момент е различен в зависимост от това, колко години са минали от последната високосна и се измества с един ден по-рано на 36 години:
- преди 1975 година – на 22/23 март;
- от 1976 до 2011 г. – на 21/22 март;
- от 2012 до 2047 г. – на 20/21 март:
  - 20 март 2014 г. в 18 часа и 57 минути UTC;
  - 21 март 2015 г. в 0 ч. и 45 мин. българско време;[3][4]
  - 20 март 2016 г. в 6 ч. и 30 мин. българско време;[5]
  - 20 март 2017 г. в 12 ч. и 28 мин. българско време;[6]
  - 20 март 2018 г. в 18 ч. и 15 мин. българско време;[7]
  - 20 март 2019 г. в 23 ч. и 58 мин. българско време;[8]
  - 20 март 2020 година в 3 ч. 50 мин. UTC;[9]
  - 20 март 2021 г. в 11 ч. 37 мин. българско време[1][10]
  - 20 март 2022 г. в 17 ч. 33 мин. българско време[1]
  - 20 март 2023 г. в 23 ч. 24 мин. българско време[1]
  - 20 март 2024 г. в 05 ч. 06 мин. българско време[1][11]
  - 20 март 2025 г. в 11 ч. 01 мин. българско време[1][11]
  - 20 март 2026 г. в 16 ч. 45 мин. българско време[11]
  - 20 март 2027 г. в 22 ч. 24 мин. българско време[11]
- след 2047 г. – на 19/20 март.

За южното полукълбо на този ден, Слънцето преминава през пролетната равноденствена точка от северната небесна полусфера в южната. В метеорологията се използва различна конвенция – пролетните месеци са март, април и май в северното полукълбо и септември, октомври и ноември в южното.
През пролетта дните започват да стават по-дълги от нощта, температурите се повишават, природата се връща към активен живот. В умерените зони пролетта е времето на пробуждането и поникването на природата.

## Причини
Пролетта, както и останалите сезони се дължат на наклона на земната ос, който е 23,5° спрямо орбиталната равнина, в която се движи Земята. Поради този наклон различни части на планетата са подложени на различно осветяване от страна на Слънцето. В деня на пролетно равноденствие (пролетната равноденствена точка е на 20/21 март за северното и 22/23 септември за южното полукълбо) директните слънчеви лъчи, падащи под ъгъл от 90°, пресичат т.нар. небесен екватор (с жълта линия на фигурата по-долу) и навлизат в северното или южното полукълбо (съответно март/септември)

Поради това лъчите на Слънцето падащи върху земната повърхност увеличават ъгъла си, слънчевото греене нараства значително. Слънчевите лъчи започват да падат по-вертикално (под по-голям ъгъл), като това води до увеличаване на енергията, с която се нагрява земната повърхност и океаните. В района зад полярния кръг Слънцето изгрява, с което се намалява и прекратява загубата на топлина в Космоса от това полукълбо.
С напредването на пролетта все по-голяма част от съответното полукълбо е осветено от Слънцето, като нощта намалява значително, а продължителността на деня нараства и става по-голяма от тази на нощта. Затоплената повърхност загрява надлежащия въздух все повече, като в малките географски ширини започва да се формират топли и горещи въздушни маси, които настъпват все пó на север в северното полукълбо или все пó на юг в южното. В края на пролетта притокът на енергия от Слънцето превишава значително загубата в космоса и това води до трайно повишаване на температурите – преход към лятото. Астрономическата пролет завършва в деня на лятното слънцестоене – през юни за северното или декември за южното полукълбо. Тогава слънчевите лъчи, идващи под ъгъл 90° падат точно върху съответната тропична окръжност и спират миграцията си на север или юг, като в този ден Слънцето заема най-високото си видимо положение над хоризонта за цялата година.

## Ефект върху хората
С увеличаване на интензивността на светлината се отделят повече серотонин и половите хормони естроген и тестостерон. Серотонинът осигурява по-добро общо благосъстояние и може да предизвика леко еуфорично настроение. Ето защо, особено през пролетта, така наречената пролетна треска се събужда у много хора предизвиква търсене на партньор и влюбване. Същото явление се среща и в животинския свят (повишаване на апетита, ухажване и време за размножаване). Предполага се, че оптичните стимули от по-леките дрехи също играят роля при хората. При някои хора обаче настъпва пролетна умора.

## Други
На пролетта са наречени:
- улица в квартал „Горубляне“ в София (Карта),
- улица в квартал „Бояна“ в София (Карта),
- квартал в град Горна Оряховица (ж. к. „Пролет“),
- квартал в град Божурище (кв. „Пролет“),
- детски градини и ясли и др.

## Галерия
- Пресичане на еклиптиката и небесния екватор в геоцентричната екваториална координатна система
- Кокичетата и минзухарите са типичните първи пролетни цветя
- Пролетни цветя (Жълт марш невен, Ливадна сърцевина и Трънка на заден план)
- Пролетно равноденствие, наблюдавано от праисторическия обект на Пицо Венто във Фондакели-Фантина в Сицилия
- Динамика на месечните средни температури на Земята
- „През пролетта“ – картина от Джеймс Шенон, 1896 г.
- „Март“ – картина от Исак Левитан на ранна пролет в Северна Русия
- Пейзаж от началото на пролетта – влажни зони в държавен парк Гулдсборо (Пенсилвания, САЩ)
- Гора през март
- Пролетно раззеленяване през април
- Езерен парк с жълт килим от пролетни цветя Коронарна хризантема
- Разцъфнали черешови дървета през април